# قانون‌گرایی (فلسفه غرب)
قانون‌گرایی (به انگلیسی: Legalism) در معنای غربی آن، نگرش اخلاقی‌ای است که رفتار اخلاقی را به‌عنوان موضوعی برای پیروی از قانون در نظر می‌گیرد. این مفهوم رویکردی است برای تجزیه و تحلیل مسائل حقوقی که مشخصه آن استدلال منطقی انتزاعی است، که بر متن قوانین اجرایی، مانند قانون اساسی، قانون مدنی، یا قانون‌گذاری‌ها تمرکز می‌کند، نه بر زمینه اجتماعی، اقتصادی یا سیاسی. قانون‌گرایی هم در سنت‌های مدنی و هم در سنت‌های حقوقی رایج رخ داده‌است. هم بر قانون طبیعی و هم پوزیتیویسم حقوقی تأکید می‌کند. قانون‌گرایی ممکن است این مفهوم را نیز تأیید کند که مجموعه مواد قانونی معتبر از قبل دارای یک پاسخ درست از پیش تعیین‌شده منحصربه‌فرد برای هر مشکل حقوقی است که ممکن است ایجاد شود.
قانون گرایی همچنین ادعا می‌کند که وظیفه قاضی این است که پاسخ یک سؤال حقوقی را با یک فرایند غیرفکری مشخص کند.